# All You Want
«All You Want»  (en español: Todo lo que quieras) es una canción de la intérprete británica Dido, perteneciente a su álbum debut No Angel de 2000. El tema fue escogido como el cuarto y último sencillo del álbum.

## Lista de canciones

### CD
1. "All You Want" (Single Version) - 4:03
2. "All You Want" (Divide & Rule Remix) - 7:17
3. "All You Want" (Live) - 4:13
4. "Christmas Day" - 4:03

### Promo
1. "All You Want" (Radio Edit) - 3:53
2. "All You Want" (Single Version) - 4:03
3. "All You Want" (Divide & Rule Radio Edit) - 3:49
4. "Christmas Day" - 4:03

## Posicionamiento
| Charts (2001)       | Posicionamiento |
| ------------------- | --------------- |
| Rusia Singles Chart | 8               |
| UK Singles Chart    | -               |